# Nicobarenjunglevliegenvanger
De nicobarenjunglevliegenvanger (Cyornis nicobaricus; synoniem: Rhinomyias nicobaricus) is een zangvogel uit de familie Muscicapidae (vliegenvangers). De vogel werd in 1901 verzameld op de Nicobaren en in 1902 geldig beschreven in het National Museum in Washington D.C. door Charles Wallace Richmond als Rhinomyias nicobarica.

## Kenmerken
De vogel is 14 tot 15 cm. Het is een onopvallende grijsbruine vliegenvanger van boven donkerder dan van onder, met een lichte keel en een witte buik.

## Verspreiding en leefgebied
Deze soort is endemisch op de eilandengroep Nicobaren in de Golf van Bengalen. De vogel komt voor in natuurlijk bos tot op 100 meter boven zeeniveau.

## Status
Deze vliegenvanger heeft een beperkt verspreidingsgebied en daardoor is de kans op uitsterven aanwezig. De grootte van de populatie werd in 2019 door BirdLife International geschat op 1,5 tot 13,3 duizend volwassen individuen. De populatie-aantallen nemen af door habitatverlies. Het leefgebied wordt aangetast door ontbossing waarbij natuurlijk bos plaats maakt voor intensief agrarisch gebruikt land en verder de aanleg van infrastructuur en menselijke nederzettingen. Om deze redenen staat deze soort als gevoelig op de Rode Lijst van de IUCN.